# Kerasamangala, Mulbagal
Kerasamangala là một làng thuộc tehsil Mulbagal, huyện Kolar, bang Karnataka, Ấn Độ.